# Leucon subnasica
Leucon subnasica är en kräftdjursart som beskrevs av Given 1961. Leucon subnasica ingår i släktet Leucon och familjen Leuconidae. Inga underarter finns listade i Catalogue of Life.